# Bulbocapnina
Bulbocapnine es un alcaloide que se encuentra en Corydalis (Papaveraceae) y Dicentra, plantas de la familia Fumariaceae que pueden causar intoxicación mortal en las ovejas y el ganado. Se ha demostrado que actúa como un inhibidor de la acetilcolinesterasa, e inhibe la biosíntesis de dopamina a través de la inhibición de la enzima tirosina hidroxilasa.
Según el Diccionario Médico Dorlands, "inhibe las actividades reflejas y motoras de los músculos estriados. Se ha utilizado en el tratamiento de temblores musculares y vestibular nistagmo ". El psiquiatra Robert Heath llevó a cabo experimentos en prisioneros en la Penitenciaría Estatal de Luisiana usando la bulbocapnina para inducir estupor.
El autor William S. Burroughs hace referencia a la droga en su libro El almuerzo desnudo, en el que el ficticio Dr. Benway lo utiliza para inducir la obediencia en las víctimas de tortura. La droga también aparece brevemente en la segunda temporada de la serie de televisión de Boss.